# Grijsbuikeekhoorn
De grijsbuikeekhoorn (Callosciurus caniceps) is een zoogdier uit de familie van de eekhoorns (Sciuridae). De wetenschappelijke naam van de soort werd voor het eerst geldig gepubliceerd door Gray in 1842.

## Voorkomen
De soort komt voor in China, Thailand, Myanmar en Maleisië.